# UNIFFAC
Die Union des Fédérations du Football d’Afrique Centrale (UNIFFAC; deutsch Union der Fußballverbände Zentralafrikas) ist ein regionaler Fußballverband der Confédération Africaine de Football. Ihm gehören acht Mitgliedsverbände aus Zentralafrika an.
Präsident ist der Kongolese Guy Blaise Mayolas.

## Mitgliedsverbände
- Äquatorialguinea
- Gabun
- Kamerun
- Kongo, Dekmokratsiche Republik
- Kongo, Republik
- São Tomé und Príncipe
- Tschad
- Zentralafrikanische Republik

## Wettbewerbe

### Männer
Nationalmannschaften
- UNIFFAC U-17 Cup (seit 2008)
- UNIFFAC U-15 Schulmeisterschaft (seit 2022)

- UDEAC Cup (1984 bis 1990)
- UNIFFAC Cup (1999)
- CEMAC Cup (2003 bis 2014)

Klubs
- UNIFFAC Clubs Cup (2004 bis 2006)

### Frauen
Nationalmannschaften
- UNIFFAC Women’s Cup (seit 2020)
- UNIFFAC Women’s U-20 Cup (seit 2024)
- UNIFFAC U-15 Schulmeisterschaft (seit 2022)

Klubs
- CAF Women’s Champions League UNIFFAC Qualifiers (seit 2021)